# Prix de mathématiques Maurice-Audin
Le prix de mathématiques Maurice-Audin est un prix scientifique français créé en 2004 par l'association Maurice Audin (aujourd'hui Association Josette et Maurice Audin) et l'aide de la Société de mathématiques appliquées et industrielles (SMAI) et la Société mathématique de France (SMF). Deux lauréats sont désignés : un mathématicien algérien exerçant en Algérie et un mathématicien français exerçant en France.
Le prix tient son nom du mathématicien français Maurice Audin.

## Précédent
Un prix analogue, portant le même nom et distribué par le Comité Maurice-Audin, a été décerné de 1958 à 1963, et a notamment récompensé :
- Jacques-Louis Lions,
- Jean-Pierre Kahane,
- André Néron,
- Marcel Berger (1962),
- Michel Lazard,
- Paul-André Meyer,
- Pierre Cartier[1].

## Lauréats
- 2004 : Anne de Bouard (Université Paris-Sud) et Sidi Mohamed Bouguima (Université de Tlemcen)
- 2005 : Didier Smets (Université Pierre-et-Marie-Curie) et Brahim Mezerdi (Université de Briskra)
- 2006 : Nadjia El Saadi (Institut national de la planification et de la statistique) et Thierry Barbot (École normale supérieure de Lyon)
- 2007 : Dalila Azzam-Laouir (Université de Jijel), Abdelfatah Bouziani (Centre universitaire d'Oum El Bouaghi), Didier Bresch (Université Savoie Mont Blanc)  et Benoît Desjardins (École normale supérieure de Paris)
- 2008 : Mouffak Benchohra (université de Sidi Bel Abbès) et Vincent Guedj (Université de Provence Aix-Marseille I)
- 2009 : Boucif Abdesselam (université de Mascara) et Raphaël Danchin (Université Paris-Est Créteil Val-de-Marne)
- 2010 : Boumediene Abdellaoui (Université de Tlemcen) et Emmanuel Trélat (Université d'Orléans)
- 2011 : Yacine Aït Amrane (Université des sciences et de la technologie Houari-Boumédiène) et Amine Asselah (Université Paris-Est Créteil Val-de-Marne)
- 2012 : Mohammed Tarik Touaoula (Université de Tlemcen) et Djalil Chafaï (Université Paris-Est Marne-la-Vallée)
- 2014 : Kaoutar Ghomari (École nationale polytechnique d'Oran) et San Vu-Ngoc (Université de Rennes I)
- 2016 : Bakir Farhi (Université de Béjaïa)[2] et Ngô Bảo Châu (Université de Chicago)
- 2020 : Anne-Laure Dalibard (Sorbonne université), Mohammed Hichem Mortad (Université d'Oran), François Delarue (Université Côte d'Azur), Ali Moussaoui (Université de Tlemcen)
- 2022 : Samir Bedrouni (Université des sciences et de la technologie Houari-Boumédiène) et Yacine Chitour (Université Paris-Saclay)[3].